# جوزيف ميشو (سياسي)
جوزيف ميشو هو سياسي كندي، ولد في 13 يونيو 1857 في كندا. حزبياً، نشط في الحزب الليبرالي في أونتاريو ‏. وقد انتخب عضو برلمان مقاطعة أونتاريو.